# Anomalia południowoatlantycka

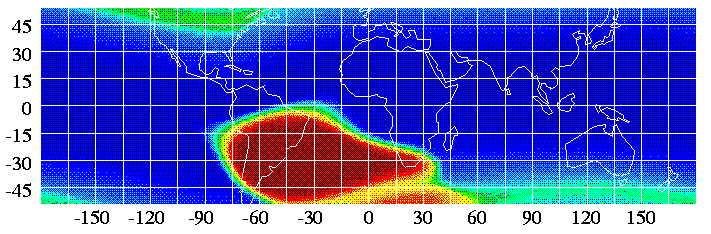
Anomalia południowoatlantycka (zaznaczona kolorem czerwonym) na wysokości około 560 km

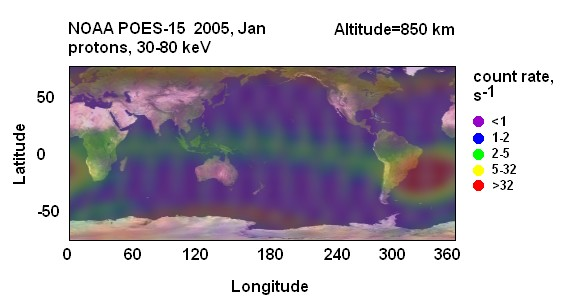
Zwiększona liczba protonów o energiach 30-80 keV na wysokości 850 km zarejestrowana przez satelity NOAA

Anomalia południowoatlantycka (ang. South Atlantic Anomaly, SAA) – obszar, na którym wewnętrzny pas Van Allena przebiega najbliżej powierzchni Ziemi.
Pasy Van Allena położone są symetrycznie w stosunku do osi magnetycznej Ziemi, która jest nachylona w stosunku do osi obrotowej o kąt około 11,5°. Z tego powodu wewnętrzny pas Van Allena znajduje się najbliżej powierzchni Ziemi w południowej części Oceanu Atlantyckiego, a najdalej – na północnym Oceanie Spokojnym. Powoduje to w tym regionie zwiększenie strumienia cząstek wysokoenergetycznych.
Jej centrum znajduje się u wybrzeży Brazylii. Na wysokości 500 km anomalia rozciąga się na obszarze od równika do 50°S i od 90°W do 40°E. Ze wzrostem wysokości obszar ten się zwiększa.
SAA przesuwa się na zachód, z prędkością 0,3° w ciągu roku, co pozostaje w zgodności z badaniami, które wskazują, że wewnętrzne jądro Ziemi obraca się szybciej niż reszta planety, o około 0,3–0,5° rocznie.
Anomalia południowoatlantycka ma duży wpływ na sztuczne satelity i statki kosmiczne krążące wokół Ziemi na wysokości kilkuset kilometrów ze względu na silne promieniowanie spowodowane przez protony uwięzione w wewnętrznym pasie Van Allena. Międzynarodowa Stacja Kosmiczna, której orbita ma inklinację 51,6°, wymagała z tego powodu zainstalowania dodatkowych osłon. Wysoki poziom promieniowania uniemożliwia w tym rejonie zbieranie danych przez Kosmiczny Teleskop Hubble’a.